# Epidius rubropictus
Epidius rubropictus là một loài nhện trong họ Thomisidae.
Loài này thuộc chi Epidius. Epidius rubropictus được Eugène Simon miêu tả năm 1909.